# Cizrespor
Cizrespor ist ein türkischer Fußballverein aus Cizre, Şırnak.

## Geschichte
Cizrespor wurde 1972 als „Cizre Serhat Spor Kulübü“ gegründet und begann, Spiele in der Mardin Amatör Lig zu bestreiten. Die Spielzeit 1983/84 beendete der Verein als Meister und stieg in die vierte Liga auf. In der vierthöchsten türkischen Spielklasse waren sie bis 1994 vertreten, wurden jedoch wegen Spielern, die nicht zu Spielen und Trainings erschienen sind, von der türkischen Fußball Föderation in die Amateurliga degradiert.
Nur eine Saison nach dem Zwangsabstieg schaffte die Mannschaft von Cizrespor wieder den Aufstieg in die vierte Liga. Nach dieser Spielzeit änderte der Verein seinen Namen offiziell von „Cizre Serhat Spor Kulübü“ zu „Cizrespor“.
Mit der Meisterschaft, die man nach der Spielzeit 1999/00 erreichte, stieg der Verein in die dritte Liga auf. Die Spielzeit 2000/01 beendete der Verein in der dritten Liga als Meister seiner Gruppe und hatte damit die Chance auf den Aufstieg in die zweithöchste Spielklasse, scheiterte jedoch in den Play-offs.
Nach 7 Spielzeiten in der dritten Liga stieg der Verein nach der Spielzeit 2006/07 bis in die Şırnak Amatör Lig ab.

### Neugründung 2012
Der Verein spielte in der Saison 2010/11 in der Şırnak 1. Amatör Ligi und löste sich im Anschluss an die Spielzeit auf. Im Sommer 2012 wurden die Namensrechte an Cizre Basraspor übertragen und dieser Verein in Cizrespor umbenannt. Der neu gegründete Verein nahm zur Saison 2012/13 an der Bölgesel Amatör Lig, der fünfthöchsten türkischen Liga im Allgemeinen und der höchsten türkischen Amateurliga im Speziellen, teil.

### Einstieg in den Profifußball
In der Spielzeit 2014/15 beendete der Verein die Spielzeit der Bölgesel Amatör Lig als Meister und stieg in die TFF 3. Lig, die niedrigste türkische Profiliga, auf.  Im Zuge einer neuen Eskalation zwischen dem Staat und der PKK kam es in einigen südöstlichen Städten zu Verhängung von Ausgangssperren, so auch in Cizre. Infolge dieser Entwicklungen durfte Cizespor seine Heimspiele nicht vor Heimischer Kulisse bestreiten und musste entweder auf benachbarte Städte ausweichen oder die Spiele auf unbestimmte Zeit verschieben. Parallel zu diesen Entwicklungen konnte der Verein die Spielergehälter nicht bezahlen und musste einen Großteil seines Kaders freistellen. Nach all diesen Unwägbarkeiten zog sich der Verein freiwillig aus dem Ligabetrieb zurück. Alle verbliebenen oder durch Verschiebung ausstehenden Partien wurden mit einer 0:3-Niederlage bewertet. Am Saisonende sollte der Verein als Tabellenletzter in die Bölgesel Amatör Lig absteigen. Dieser Abstieg wurde unter Berücksichtigung der zahllosen Unwägbarkeiten mit dem Verein zu tun hatte vom Verband annulliert und der Verein auch für die Saison 2016/17 in der TFF 3. Lig behalten.

## Ligazugehörigkeit
- 2. Liga: 2000–2001
- 3. Liga: 2001–2007
- 4. Liga: 1984–1994, 1995–2000, 2007–2008, seit 2015
- Regionale Amateurliga: 1972–1984, 1994–1995, 2008–2015

## Bekannte ehemalige Spieler
- Arif Özkan
- Yahya Ünal

## Ehemalige Trainer (Auswahl)
- Kazım Demir
- Yahya Ünal
- Yahya Sönmez
- Hasan Vezir

## Präsidenten (Auswahl)
- Adil Gökalp
- Salih Sefinç